# Gétules
Gétules (en latin : Gaetuli) désigne en français un ou plusieurs peuples berbères du sud de l'Afrique du Nord dans le Maghreb saharien. 
Selon l'historien Jehan Desanges, le terme « Gétules » désignerait plus un mode de vie qu'un peuple précis et homogène, preuve de la « grande souplesse onomastique » (Yves Mondéran) des peuples berbères dans les sources romaines.

## Étymologie
Le mot Gétules vient de Gueddala, Guezoula, noms de tribus berbères.

## Histoire
Alors que selon les historiens grecs anciens les Gétules sont inclus comme étant des peuples faisant partie des Libyens anciens, l'historien romain Salluste distingue les Gétules des Libyens qu'il situe entre la Gétulie et la mer Méditerranée.
Les Gétules sont mentionnés sous ce nom dans l'Antiquité, sur un large territoire au sud des provinces romaines d'Afrique et de Maurétanie. Ils étaient selon l'historien grec Strabon le peuple le plus nombreux d'Afrique du Nord, mais également le moins connu.
Lorsque la première guerre punique éclate en 264 avant notre ère, le général carthaginois Hannibal Gisco engage les Gétules comme mercenaires. La principale raison est que la marine carthaginoise est si durement éprouvée, qu'Hannibal décide de prendre la voie terrestre des colonnes d'Hercule. Pour cela, il engage la cavalerie gétule qui se révèle non seulement apte à traverser l'Afrique du Nord, mais aussi d'une efficacité redoutable dans les campagnes d'Hannibal sur le continent européen, à commencer par ses campagnes en Ibérie.
L'auteur romain Pline l'Ancien mentionne la puissance de deux tribus gétules : les Baniurae et les Autololes (parfois nommés Galaules).
Pline l'Ancien les décrit comme des barbares particulièrement dangereux et toujours prêts à piller. Virgile fait de leur roi légendaire Hiarbas et de ses hommes les représentants d'un peuple de guerriers redoutables et Strabon les qualifie de « plus puissante des nations libyques ». Salluste, dans son œuvre La Guerre de Jugurtha, les présente avec les Libyens anciens comme « rudes, grossiers, nourris de la chair des fauves, mangeant de l'herbe comme des bêtes ».
Le pays des Gétules est aussi connu dans les sources latines pour sa pourpre et ses fauves.
Deux siècles plus tard, les Gétules ont acquis une grande expérience guerrière, mais surtout développé l'art de négocier leurs services comme mercenaires. En 107 avant notre ère, le roi numide Jugurtha, combattant l'armée romaine, fait à son tour appel à eux. Avant d'accepter, ces derniers proposent à Rome un autre contrat : le consul Marius offre à ces derniers la promesse de terres numides ainsi que la citoyenneté romaine, ce qui a pour effet de rallier les Gétules. En 103, Jugurtha est vaincu : s'installe la province d'Afrique. En l'an 6 de notre ère, ils se révoltent contre Juba II. La colonie de Madaure (actuelle M'daourouch) est fondée, à en suivre Apulée, pour surveiller ces populations. Les Gétules obtiennent alors la citoyenneté romaine en grand nombre et de grandes propriétés confisquées aux Numides défaits. Rome qui cherche à profiter de cette opération offre aux Gétules des terres en bordure de la Maurétanie pour consolider ses frontières.
La sédentarisation des Gétules sur les terres confisquées n'est pas facilement acceptée par les populations numides défaites. Les Gétules continuent de soutenir les Romains pendant près d'un siècle pour écraser les révoltes populaires, allant jusqu'à participer en 19 avant l'ère chrétienne à la répression d'une révolte aux côtés de Lucius Cornelius Balbus Minor. Cette révolte enflamme toute l'Afrique du Nord de la Maurétanie à la Cyrénaïque en passant par les territoires garamantes au Sahara et numides dans le Nord, mais Balbus et ses alliés gétules réussissent à l'écraser.
Après un siècle de sédentarisation, la pratique de la cavalerie gétule finit par disparaître, et le peuple dit « gétule » avec elle. La distribution des terres éparpille la population, et sa sédentarisation contribue à la disparition de sa cavalerie. Le peuple gétule se fond ainsi dans les autres populations hamitiques du nord de l'actuelle Algérie. Rome atteint ainsi son objectif de quadriller le territoire romain du Maghreb, d'y faire régner la paix romaine et de stabiliser ses frontières sud. À partir de l'an 250 apr. J.-C. environ, plus aucune référence n'existe au sujet des « Gétules ».

## Origine et descendance
L'étymologie du nom des Gétules est encore aujourd'hui considérée comme obscure. Il est attesté en grec sous la forme Γαιτοῦλοι, Gaitoûloi, et en latin sous les variantes Gaetūli et Gētūli ; la région que les Gétules habitaient est nommée en grec Γαιτουλἰα, Gaitoulỉa, et en latin Gaetūlĭa.
Des références en Égypte antique aux nomades du désert datent du règne d'Akhenaton de la XVIIIe dynastie ( vers 1350 avant notre ère) : elles parlent de commerce de bétail avec ces peuples. Les Carthaginois, eux, indiquent qu'un prince autochtone proposa d'épouser Élyssa (ou Didon pour les Romains), la reine fondatrice de Carthage vers l'an 815 avant notre ère. Même sans preuve indiscutable que les « Gétules » des Romains soient bien les mêmes peuples que ceux signalés par les Égyptiens ou les Puniques, on a supposé, par probabilité, qu'il s'agit de nomades sahariens, peut-être sédentarisés dans les oasis, issus de la civilisation capsienne, dont les traces archéologiques et artistiques datent de la protohistoire, au IIIe millénaire av. J.-C..
On a aussi relié les Gétules au calendrier berbère qui commence vers 943-949 avant notre ère. Le début de ce calendrier ferait suite à la victoire d'une coalition de Gétules sur les Égyptiens. Cette coalition, formée par les tribus gétules d'Afrique du Nord est partie du sud-ouest algérien, renforçant ses effectifs en cours de route partout où elle passait en Afrique du Nord. La coalition dirigée par Sheshonq (nom berbère : Sheshnaq) a vaincu le pharaon Psousennès II. À la suite de cette victoire Sheshnaq épouse la fille du pharaon, s'installe sur le trône d'Égypte sous le nom de Sheshonq en 952 av. J.-C., et fonde ainsi la XXIIe dynastie. Il installe sa résidence à Bubastis, et détache tout de suite des régiments à Fayoum, une ville où plusieurs unités guerrières égyptiennes sont basées. Ces dernières se rallient finalement à lui le confirmant ainsi sur le trône. Sheshnaq aurait poursuivi ensuite sa percée vers le Moyen-Orient après avoir renforcé de cette façon sa coalition en Égypte, il se mit à conquérir plusieurs territoires en Syrie, Palestine, Phénicie (actuel Liban) et dans le royaume d'Israël où il s'empare de Ghaza et pille Jérusalem. Cet événement est mentionné dans l'Ancien Testament qui évoque le pillage de ce chef gétule de la tribu des Mâchaouach.
Les Gétules sont décrits comme des nomades, remarquables cavaliers qui se concentrent dans les oasis du Sahara occidental, dans ce qui est aujourd'hui le désert algérien, sur de vastes régions du nord-ouest de l'Afrique, au sud de la Numidie et de la Maurétanie, à l'époque de l'occupation romaine de l'Afrique. Strabon en fait des voisins méridionaux des Garamantes. Dans l'une de ses Épigrammes, le poète romain Martial (c.40 - c.100) mentionne « les cabanes des noirs enfants de la Gétulie ».
On suppose que les Gétules ont adopté le cheval par le biais des Égyptiens, qui l'ont eux-mêmes reçu des peuples d'Asie centrale. Contrairement aux Capsiens qui avaient connu un Sahara de savanes, de lacs et de fleuves, les Gétules vécurent surtout le long des versants méridionaux de la chaîne de l'Atlas, relativement épargnés par la désertification progressive du Sahara.
Quoi qu'il en soit, les Gétules développent une cavalerie efficace, et contrôlent ainsi deux routes transsahariennes. L'une part de Chella, l'actuelle Salé au Maroc, et l'autre de "Madaure" (actuelle M'daourouch, à l'Est de l'Algérie wilaya de Souk Ahras) : les deux aboutissent au fleuve Niger. Ces territoires sont aujourd'hui ceux des Nememchas dans l'actuel Souk Ahras et Tébessa, qui, comme les Gétules antiques, ont été des pasteurs nomades, des marchands de sel, d'épices, d'esclaves, et des guerriers menant des razzias contre les populations sédentarisées du Nord ou du Sud du désert, ou louant leurs services comme mercenaires.
Selon le chercheur Émile-Félix Gautier les ancêtres des Zénètes actuels pénètrent au Maghreb vers le Ve siècle, durant l'Antiquité tardive, et Gabriel Camps pense qu'ils se substituent aux Gétules: il distingue les Gétules des Numides et des Maures.
Mais selon Rachid Bellil, les chercheurs de l'époque coloniale en Algérie n'ont pas approché les Zénètes et ils n'ont pas perçu la dimension linguistique du peuple Zénète, qui, selon Ibn Khaldoun et l'historiographie algérienne contemporaine, n'ont pas « remplacé », mais « font partie » des plus anciennes tribus berbères désignées par les Romains comme « gétules ».
L'historien Ernest Mercier désigne comme « gétules » les deux confédérations berbères Zénètes et Sanhadjas, ainsi que les Houaras, les Goumara et les Masmoudas.

### Sources
- Salluste, Guerre de Jugurtha, XVIII. XIXLXXX
- Tite-Live, Ab Urbe Condita, XXIII, 18,1.  LXXX.
- Pline l'Ancien, Histoire naturelle, V, 1-8.
- Strabon, Géographie, XVII, 3.
- Virgile, Énéide , IV et V.